# Base Naval de submarinos Kings Bay
La base naval de submarinos Kings Bay  es una base de la Armada de los Estados Unidos ubicada junto a la ciudad de St. Marys en el condado de Camden, en el sureste de Georgia, y a 38 millas (61 km) de Jacksonville, Florida. La base submarina es el puerto de origen de la Flota Atlántica de los Estados Unidos para los submarinos nucleares de misiles balísticos de la Marina de los Estados Unidos armados con misiles nucleares Trident. Esta base submarina cubre aproximadamente 16.000 acres (6.400 hectáreas) de tierra, de los cuales 4.000 acres (1.600 hectáreas) son humedales protegidos.

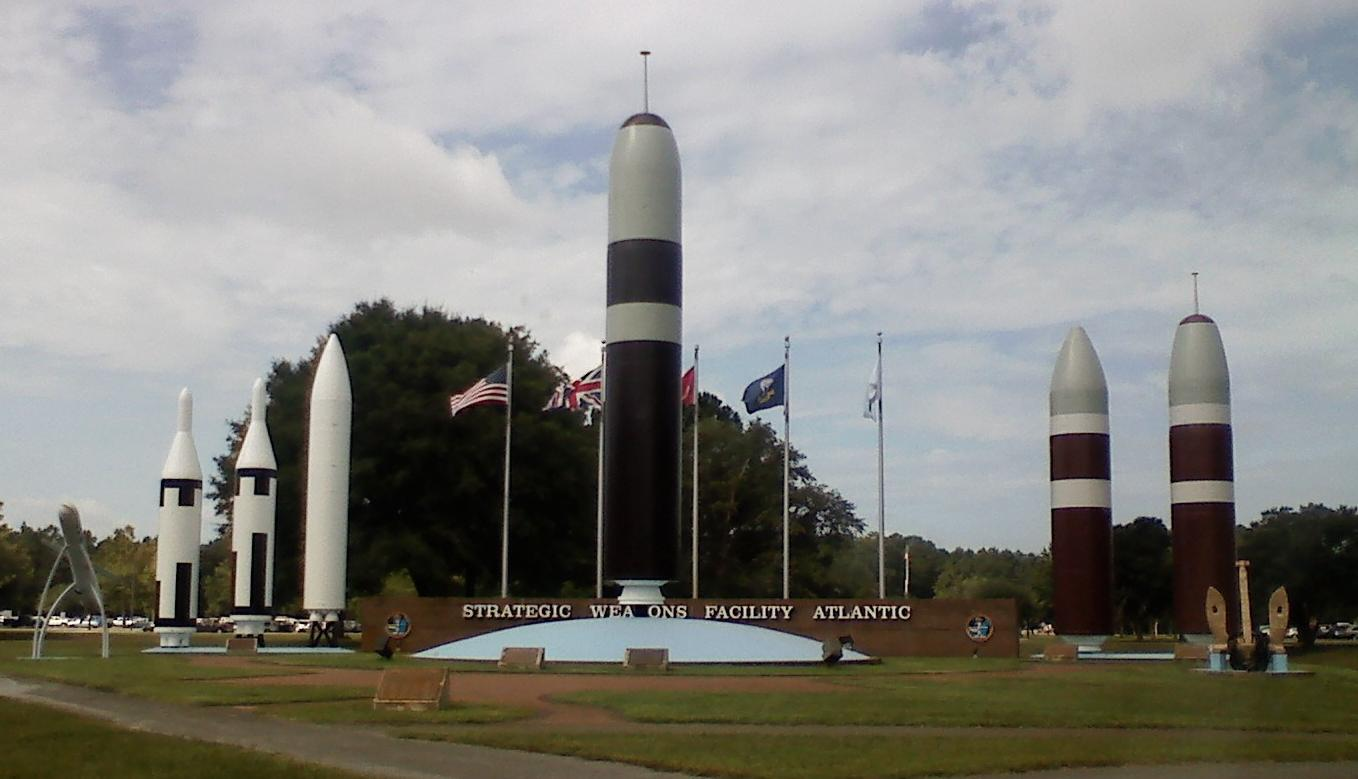
Exhibición de misiles lanzados desde submarinos a bordo de la base, incluidos los Tomahawk y Trident.

## Submarinos con puertos de origen en Kings Bay
Misiles guiados
- USS Florida (SSGN-728)  ()
- USS Georgia (SSGN-729)  ()

Misiles balísticos
- USS Alaska (SSBN-732)  ()
- USS Tennessee (SSBN-734)  ()
- USS West Virginia (SSBN-736)  ()
- USS Maryland (SSBN-738)  ()
- USS Rhode Island (SSBN-740)  ()
- USS Wyoming (SSBN-742)  ()

## Galería

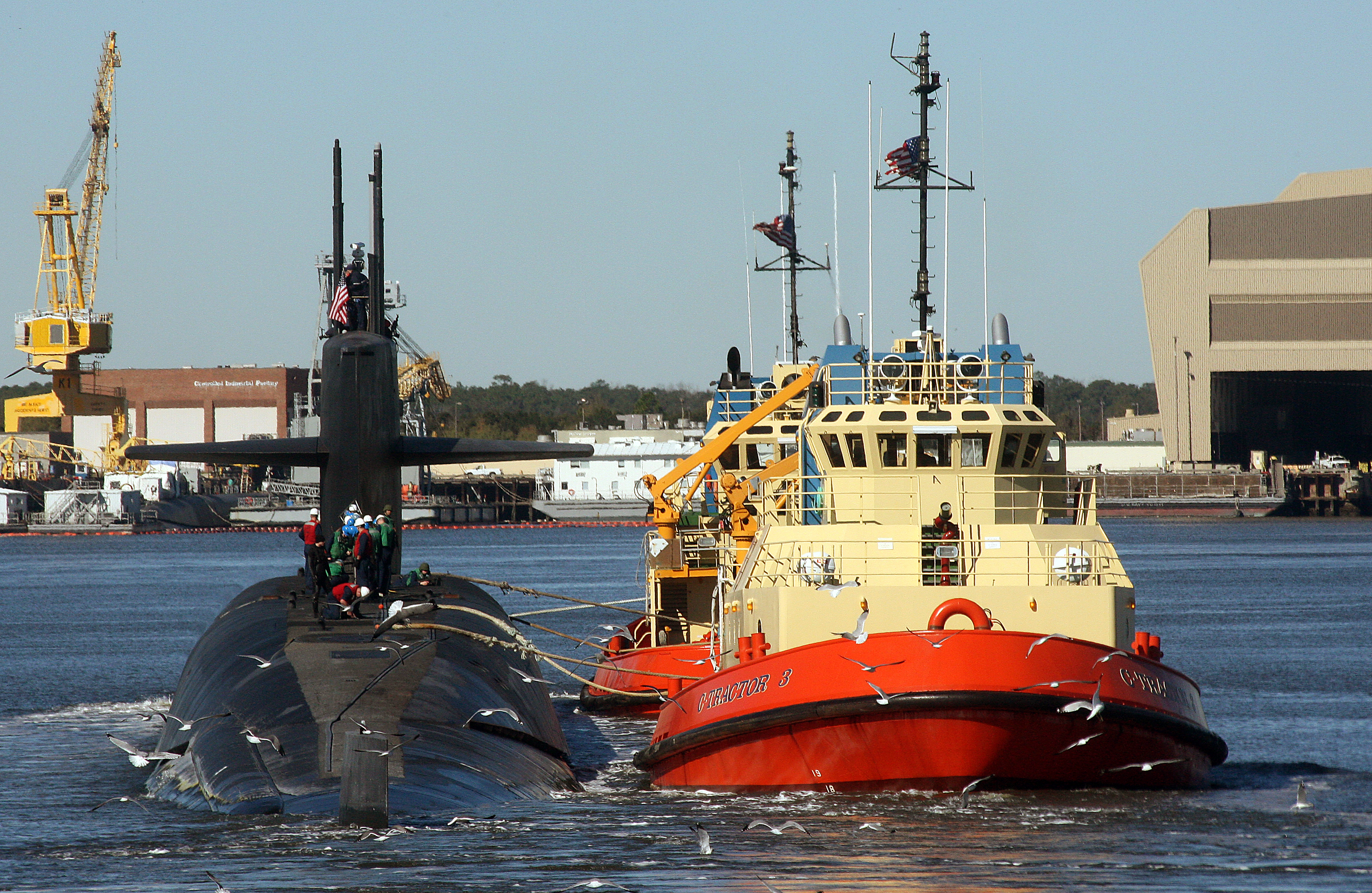
USS Rhode Island (SSBN-740) siendo escoltado por remolcadores a Kings Bay.
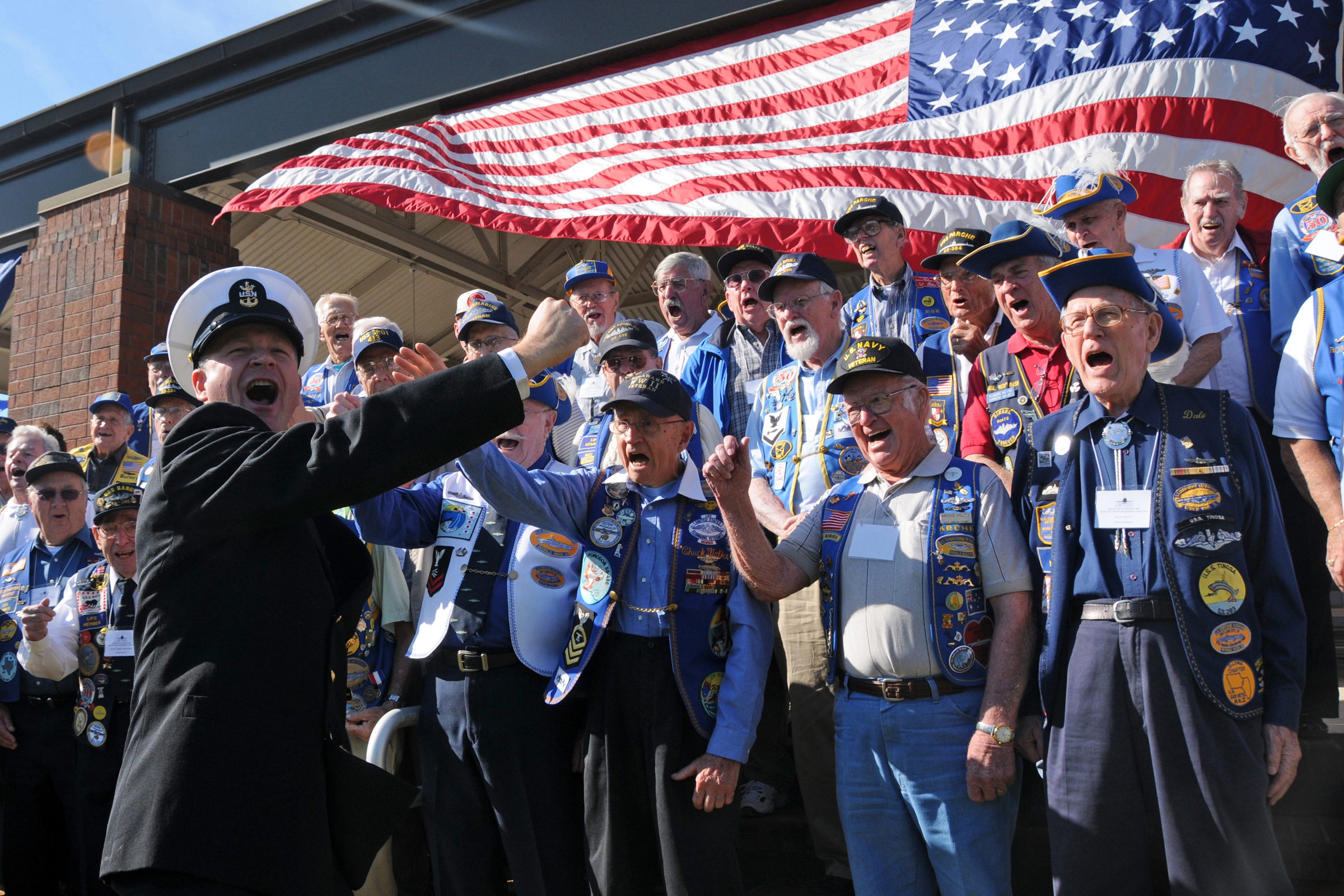
El ex suboficial principal de la armada Rick West visita a los veteranos de submarinos de la Segunda Guerra Mundial en Kings Bay.
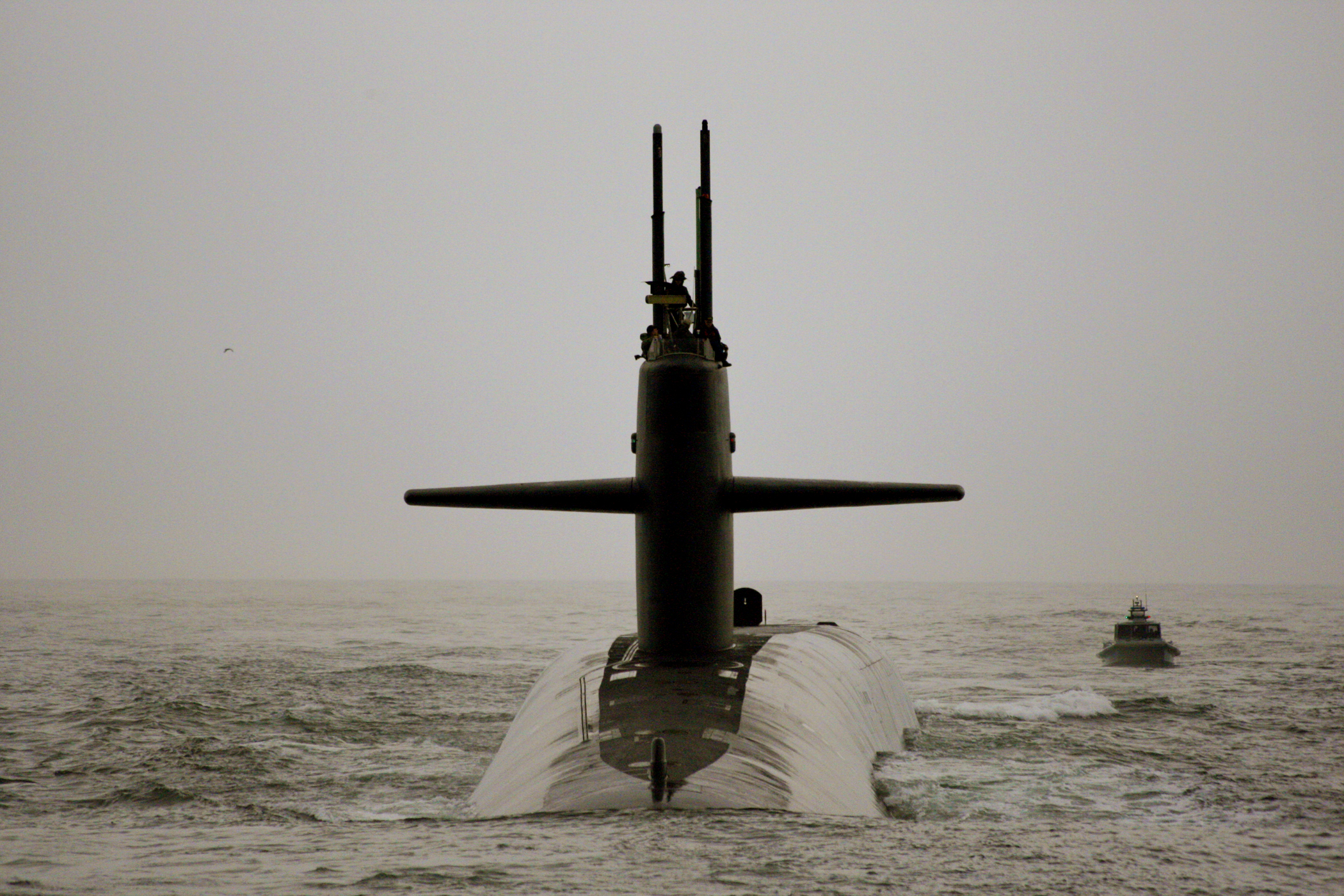
USS Alaska (SSBN-732) llega a Bahía de Reyes.
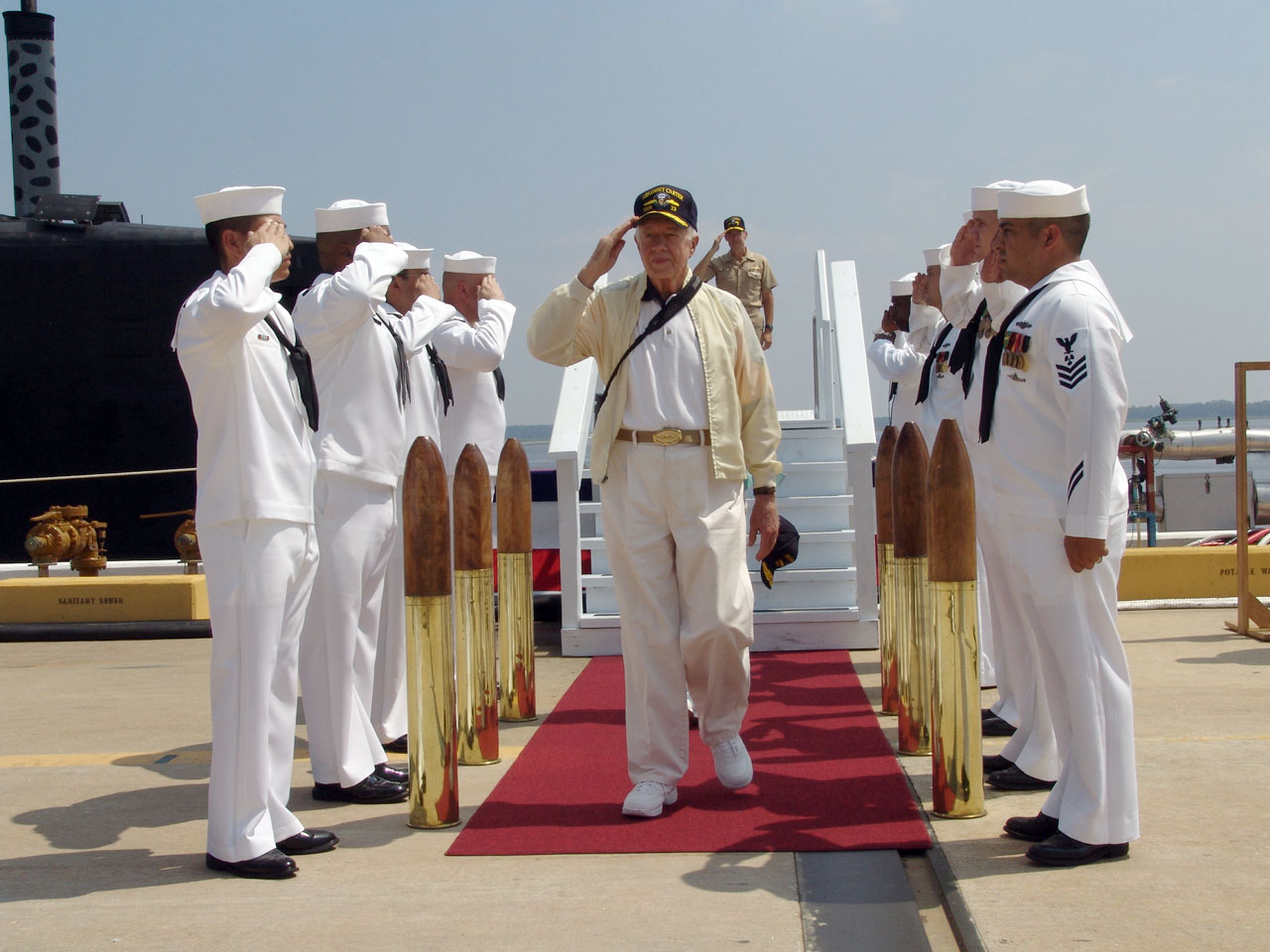
El presidente Jimmy Carter saluda a los sideboys después de partir del USS Jimmy Carter (SSN-23)
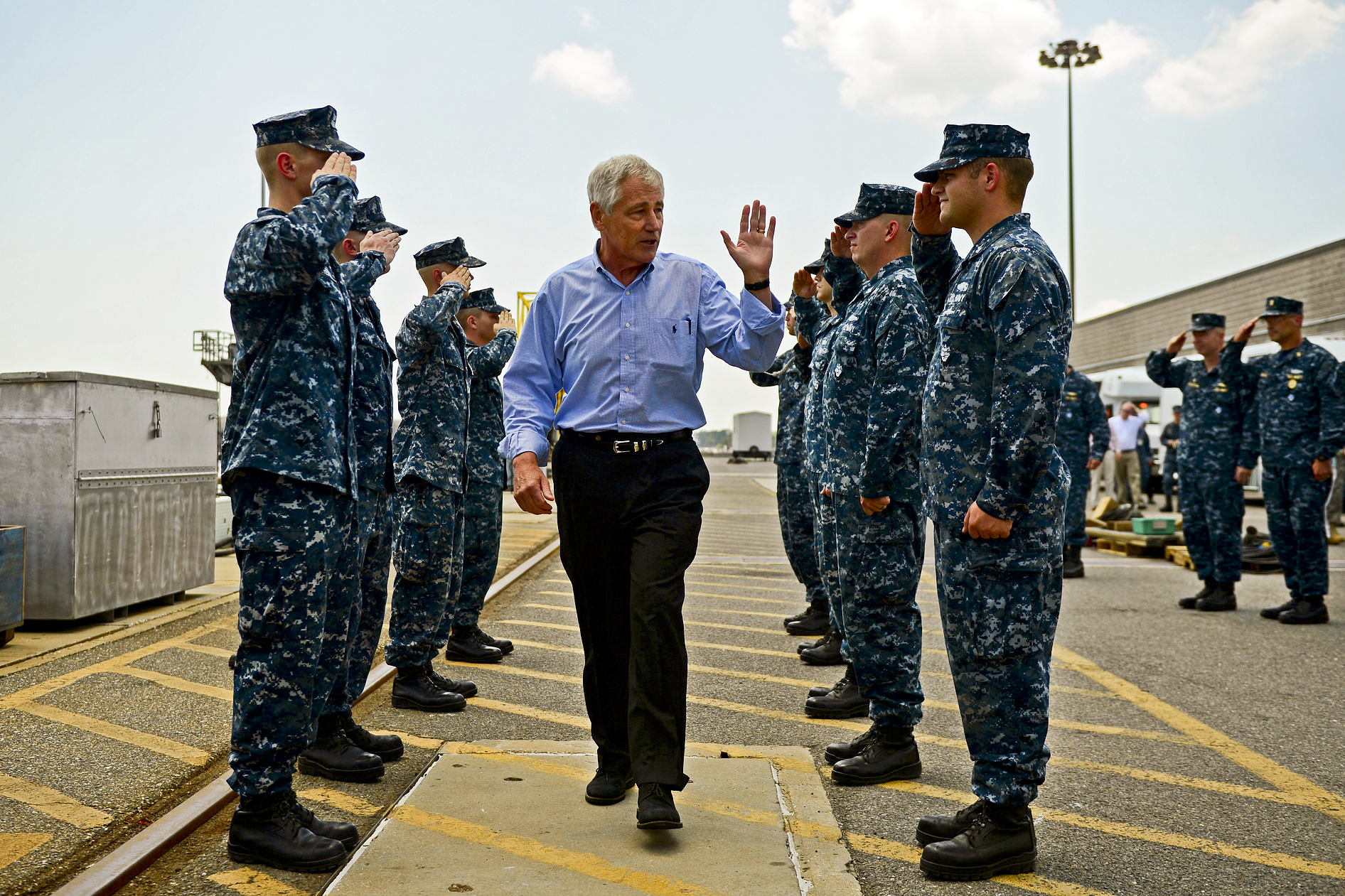
El Secretario de Defensa Chuck Hagel saluda a los marineros en Kings Bay.
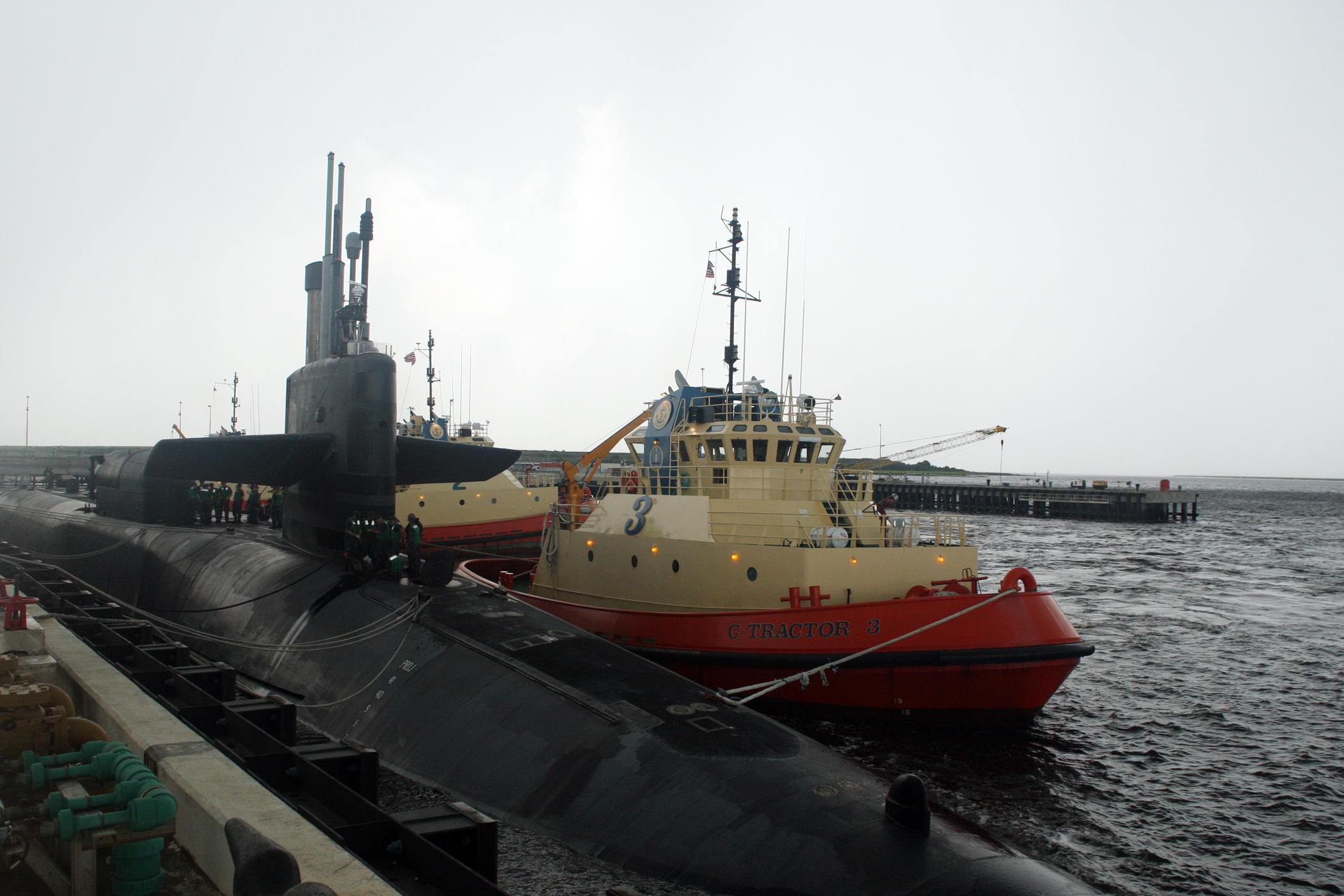
USS Georgia (SSGN-729) se prepara para salir de Kings Bay.